# Autonome Dai en Jingpo Prefectuur Dehong
Dehong is een autonome prefectuur in het westen van de zuidwestelijke provincie Chinese provincie Yunnan.
Hier volgt een lijst met het aantal van de Officiële etnische groepen van de Volksrepubliek China in deze autonome prefectuur:
| Nationaliteit | Aantal  | Percentage |
| ------------- | ------- | ---------- |
| Han-Chinezen  | 548.403 | 50,66%     |
| Dai           | 326.260 | 30,14%     |
| Jingpo        | 124.822 | 11,53%     |
| Achang        | 26.909  | 2,49%      |
| Lisu          | 26.267  | 2,43%      |
| De'ang        | 12.870  | 1,19%      |
| Bai           | 6.351   | 0,59%      |
| Yi            | 2.845   | 0,26%      |
| Hui           | 2.379   | 0,22%      |
| Va            | 1.017   | 0,09%      |
| Miao          | 723     | 0,07%      |
| Zhuang        | 686     | 0,06%      |
| Mantsjoes     | 637     | 0,06%      |
| Buyi          | 572     | 0,05%      |
| Naxi          | 474     | 0,04%      |
| Overige       | 1.384   | 0,12%      |